# Танагра золотогруда
Тана́гра золотогруда (Tangara schrankii) — вид горобцеподібних птахів родини саякових (Thraupidae). Мешкає в Амазонії. Вид названий на честь німецького ботаніка і зоолога Франца фон Паули Шранка.

## Опис
Довжина птаха становить 13,5-14 см, вага 14-23 г. Забарвлення переважно зелене, поцятковане чорними смугами. Лоб чорний, на обличчі чорна "маска", область між дзьобом і очима поцяткована бірюзовими плямками. Тім'я і надхвістя жовті, крила і хвіст чорні з широкими зеленими краями з блакитнуватим відтінком. Горло і боки зелені, груди і живіт жовті.

## Підвиди
Виділяють два підвиди:
- T. s. venezuelana Phelps & Phelps Jr, 1957 — південна Венесуела (Болівар, Амасонас);
- T. s. schrankii (Spix, 1825) — південна Колумбія, схід Еквадору і Перу, північ Болівії, захід Бразильської Амазонії.

## Поширення і екологія
Золотогруді танагри мешкають в Колумбії, Еквадорі, Перу, Болівії, Бразилії і Венесуелі. Вони живуть в кронах вологих рівнинних і заболочених тропічних лісів. Зустрічаються парами або зграями, на висоті до 1200 м над рівнем моря. Живляться переважно плодами, зокрема з роду Cecropia, а також комахами. Гніздо чашоподібне, в кладці 2 яйця. Інкубаційний період триває 15-17 днів.